# Lucius Volusius Saturninus (consul en -12)
Lucius Volusius Saturninus (fl. -12, décédé fin de 20) était un homme politique de l'Empire romain.

## Biographie
Il est le fils de Quintus Volusius Saturninus, et de sa femme Claudia, sœur de Tiberius Claudius Nero.
Il fut consul suffect en -12 confié par Auguste comme IIIvir turmis equitum reconnoscendis avec le modèle de chevalerie, proconsul de Afrique de -7 à -6 et gouverneur de Syrie de 4 à 5.
Il se maria avec Nonia Polla, fille de Lucius Nonius Asprenas, et fut le père de Lucius Volusius Saturninus.